# Torenkerk
De Torenkerk in Winsum in de Nederlandse provincie Groningen is een middeleeuwse kerk waarvan de oudste delen stammen uit de twaalfde eeuw, wellicht zelfs uit de late elfde eeuw. Uit de oorspronkelijke bouwtijd resteren nog tufsteen fragmenten in de zuidmuur van het schip. Hoe het schip er oorspronkelijk heeft uitgezien valt, mede door het aanbrengen van grote spitsboogvensters in de zestiende eeuw, niet te zeggen. Het schip heeft een eikenhouten kapconstructie.
Het huidige romanogotische koor dateert uit de dertiende eeuw. Aan de buitenzijde is het vijfzijdige koor versierd met een fries in witte velden. Op het dak liggen originele monniken en nonnen.
Het kerkorgel is in 1977 vervaardigd door de orgelbouwer Mense Ruiter. 
De kerk heeft een inpandige toren uit 1693. De huidige toren verving een voorganger die waarschijnlijk een gereduceerd westwerk had. De vorm van de huidige toren, met als bijzonderheid de houten buitentrap, suggereert dat ook deze een westwerk heeft. De trap is in 1975-1976 gereconstrueerd aan de hand van gevonden overblijfselen van de oorspronkelijke trap. 

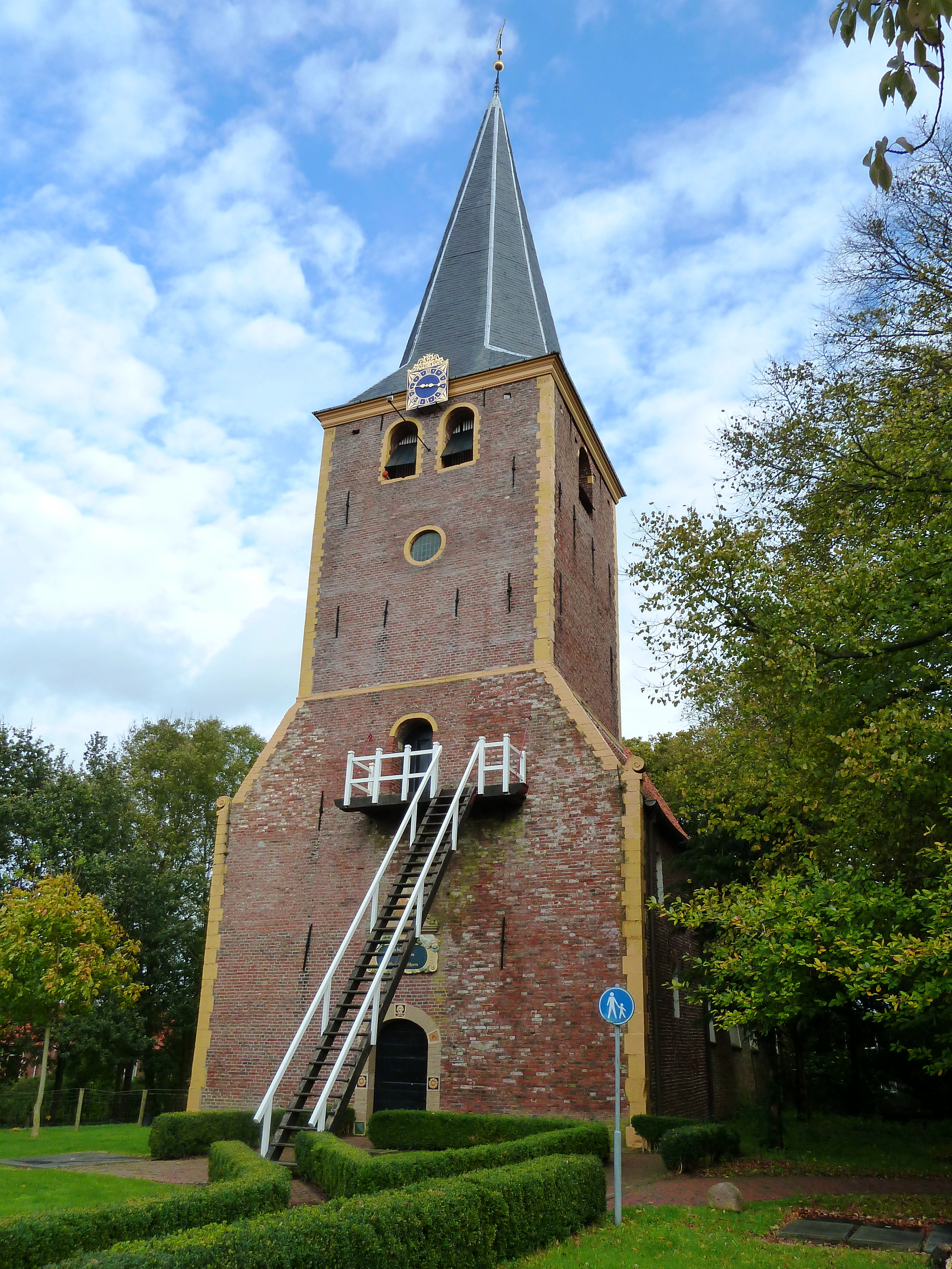
De houten buitentrap is een bijzonder kenmerk van de kerktoren
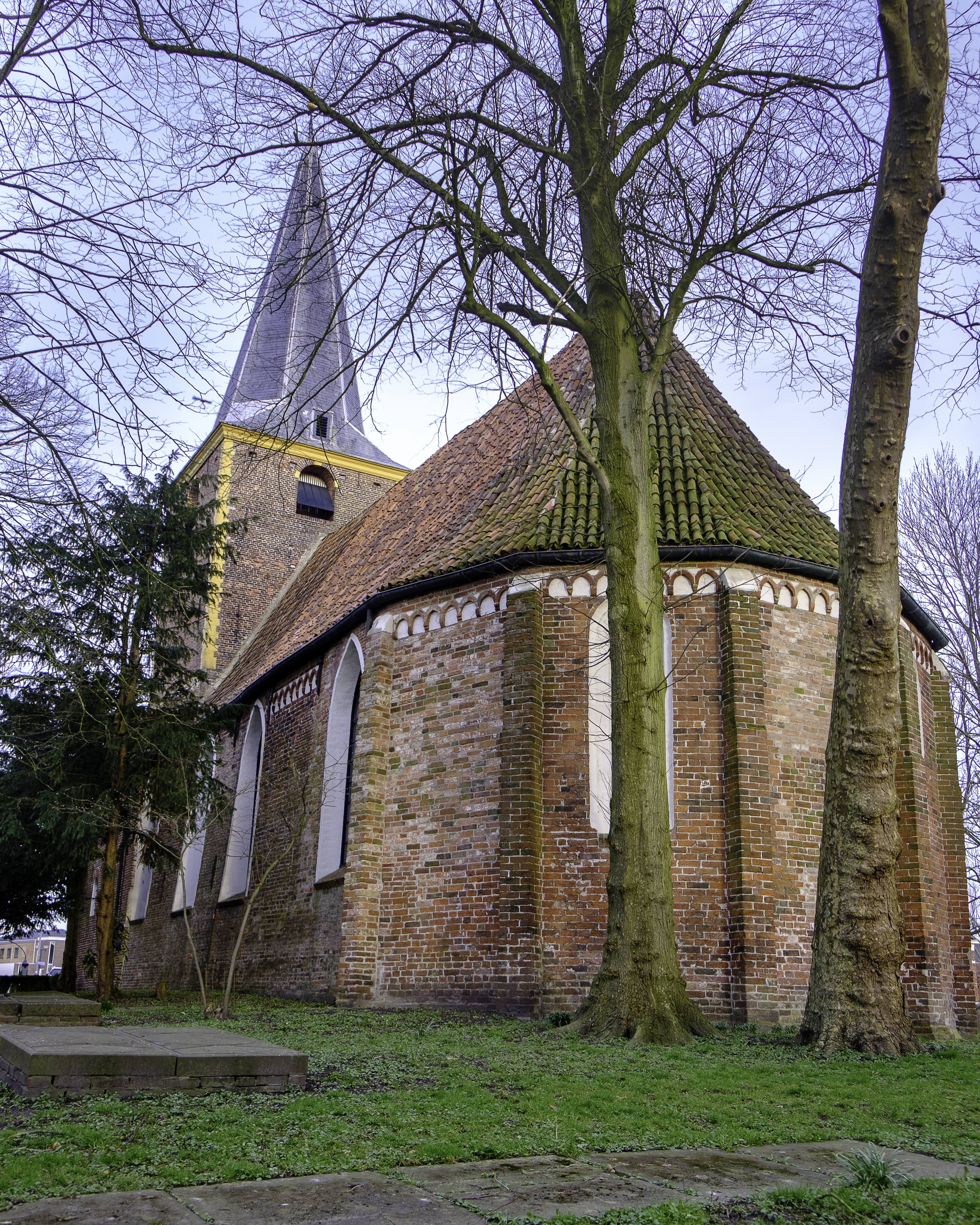
Achterzijde van de kerk met monniken en nonnen op het koor